# Улица Труда (Санкт-Петербург)
У́лица Труда́ — улица в Адмиралтейском районе Санкт-Петербурга. Проходит от площади Труда до Большой Морской улицы.

## История названия
20 апреля 1738 года присвоено наименование Малая Луговая улица, дано в связи с тем, проезд должен был ограничивать Морской луг, другой границей которого являлся бы современный Конногвардейский переулок. В 1836 году появляется название Благовещенская улица, связанное с местонахождением на теперешней площади Труда церкви Благовещения Пресвятой Богородицы. Иногда называлась Большой Благовещенской улицей.
Современное название улица Труда получила 6 октября 1923 года, вслед за переименованием в 1918 году Благовещенской площади в площадь Труда.

## История
Улица возникла в первой половине XVIII века.

## Достопримечательности
- Благовещенский мост
- Дом 4 — Николаевский дворец (Дворец Труда).  памятник архитектуры (федеральный)  Объект культурного наследия № 7810113000№ 7810113000
- Дом 7 — Крюковы (Морские) казармы (1844—1852, архитектор И. Д. Черник), ныне — Центральный военно-морской музей.
- Дом 9—10 — Казармы лейб-гвардии Конного полка.